# Exotoxina A
La exotoxina A es una exotoxina producida por la bacteria Pseudomonas aeruginosa. La endotoxina inhibe al factor de elongación-2 (EF2), como resultado se inhibe la síntesis de proteínas. La inhibición ocurre por la ADP ribosilación del EF2 y detiene la elongación durante la producción de las proteínas. Este mecanismo es igual al de la toxina diftérica. 
La exotoxina A ha sido incluido en proyectos de investigación como potencial tratamiento de la hepatitis B.